# 黄山晨刊
《黄山晨刊》创办于2004年12月28日，2005年1月1日，报纸正式发行。2018年12月28日，报纸公布休刊公告，不再单独刊登，并入黄山日报。